# AMD Athlon
Athlon ist ein eingetragener Markenname des Mikroprozessorherstellers AMD. AMD führte den Namen 1999 ein und verkaufte bis 2002 eine Prozessorfamilie unter diesem Namen. Wegen des Erfolges dieser Prozessorfamilie wählte AMD danach immer wieder Produktnamen auf Basis des Markennamens Athlon für Prozessoren im Desktop-Segment. 2007 wurde bekannt, dass AMD zukünftig den Markennamen Phenom für die Prozessoren der K10-Generation verwenden wird. Den Namen Athlon gibt es aber weiterhin für Prozessoren im unteren Preissegment.

## Verwendung

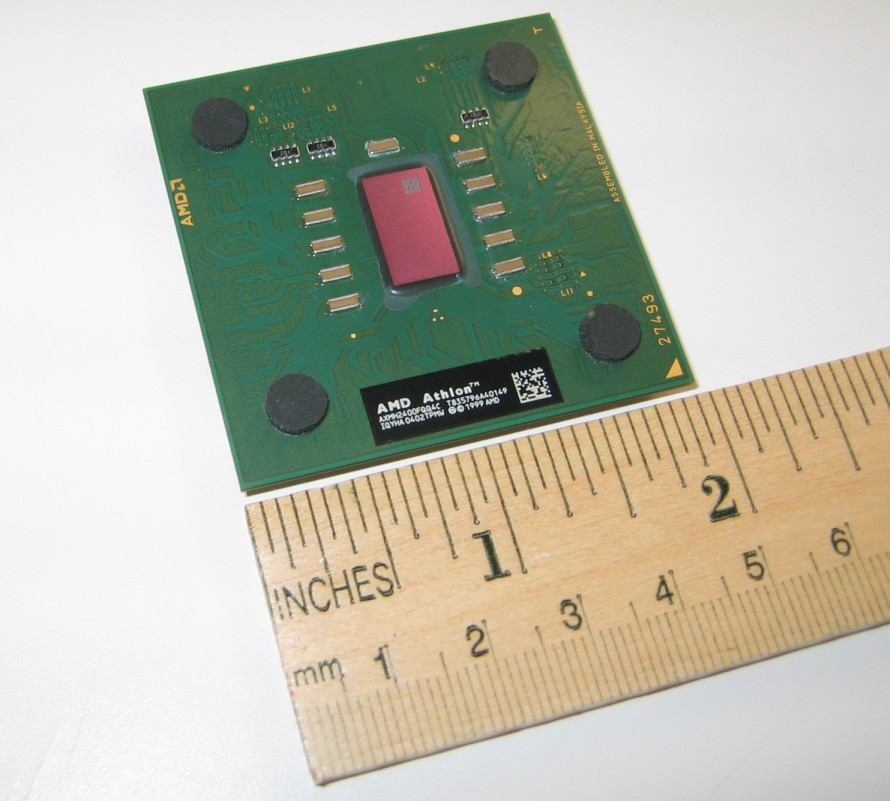
Athlon XP-M

Folgende Prozessoren trugen den Namen Athlon in ihrer Produktbezeichnung:
- AMD Athlon (K7), ein Prozessor der K7-Generation, von 1999 bis 2002
- AMD Athlon MP, ein Prozessor der K7-Generation, von 2001 bis 2003
- AMD Athlon XP, ein Prozessor der K7-Generation, von 2001 bis 2004
- AMD Mobile Athlon 4, ein Prozessor der K7-Generation, im Jahr 2001
- AMD Athlon XP-M, ein Prozessor der K7- oder K8-Generation, von 2002 bis 2005

- AMD Athlon 64, ein Prozessor der K8-Generation, beginnend 2003
- AMD Athlon 64 FX, ein Prozessor der K8- oder K9-Generation, von 2003 bis 2007
- AMD Mobile Athlon 64, ein Prozessor der K8-Generation, von 2004 bis 2005
- AMD Athlon 64 X2, ein Prozessor der K9-Generation, von 2005 bis 2009
- AMD Athlon auf K8-Basis wird im Artikel AMD Athlon 64 behandelt, von 2007 bis 2009
- AMD Athlon 64 X2 (Mobil), ein Prozessor der K9-Generation, von 2007 bis 2009
- AMD Athlon X2, Prozessoren der K9-Generation  von 2007 bis 2009 bzw. K10-Generation von 2008 bis 2009
- AMD Athlon X2 (Mobil), ein Prozessor auf AMD K8- und im Uncorebereich auf AMD K10-Basis von 2008 bis 2009
- AMD Athlon II (Mobil), ein Prozessor auf K10-Basis, beginnend ab 2009
- AMD Athlon II, Prozessoren der K10-Generation  beginnend ab 2009
- AMD Athlon Prozessoren auf Jaguar-Basis werden im Artikel AMD Fusion behandelt, ab 2014
- AMD Athlon Prozessoren auf Zen-Basis, ab 2018